# البلسي (يريم)

تعديل مصدري - تعديل

البلسي هي إحدى قرى عزلة بني عمر بمديرية يريم التابعة لمحافظة إب، بلغ تعداد سكانها 98 نسمة حسب تعداد اليمن لعام 2004.